# Mechanics Bank Arena
Mechanics Bank Arena je víceúčelová aréna nacházející se v Bakersfieldu ve státě Kalifornie v USA. Otevření proběhlo v roce 1998. Aréna je domovským stadionem týmu AHL Bakersfield Condors, který je záložním týmem klubu NHL Edmonton Oilers. Původně se jmenovala Centennial Garden, jméno bylo navrženo místním rodákem Brianem Landisem . Kalifornská Mechanics Bank vlastní práva na pojmenování od září 2019 po jejím sloučení s Rabobank NA, která vlastnila práva na pojmenování od roku 2005.
Oproti aréně se nachází městský park Centennial Plaza, v její těsném sousedství kongresové a divadelní centrum Mechanics Bank Theater and Convention Center.